# Puig de la Creu (Darnius)
El puig de la Creu és una muntanya de 621 metres, situada entre els municipis de Darnius, Maçanet de Cabrenys i la Vajol, a la comarca catalana de l'Alt Empordà.